# La mañana de cada día
La mañana de cada día es un programa de televisión paraguayo de infoentretenimiento. Se emite desde 1989 por el SNT. Es el programa más longevo de la televisión paraguaya.

## Historia
Tras el éxito de Hola música, conducido por el presentador y locutor paraguayo Bruno Masi, la administración de SNT en 1989, liderada por los Rodríguez-Saba, lo notificó para ser director artístico del canal. De esta forma, empieza a conducir La mañana de cada día que conduciría junto con Evanhy de Gallegos, Pelusa Rubín y Sylvia Carvallo Croskey.

## Miembros del programa

### Miembros actuales
- Chiche Corte (presentador principal; 2020-presente)[4]
- Luchi García (presentadora principal; 2023-presente)[5]
- Fernanda Chamorro (panelista; 2023-presente)
- Edwin Storrer (comentarista deportivo; 2019-presente)[6]

### Miembros anteriores
- Evanhy de Gallegos, Bruno Masi, Sylvia Carvallo Croskey, Pelusa Rubín (1989-1993)
- Arturo Rubin, Sanie López Garelli, Mario Ferreiro, Adela Mercado (1993-1999)
- Nancy Areco, Elizabeth Palma (1999-2001)
- Carlos Báez Parzajuk, Elizabeth Palma (2001-2002)
- Yolanda Park (presentadora principal; 2002-2019)
- Carlos Troche (presentador principal; 2012-2019)
- Mario Ferreiro (presentador principal; 2002-2012)
- Michelín Ortiz (locutor; 2008-2020)
- Gisella Cassettai (presentadora principal; 2020-2021)
- Paola Maltese (presentadora principal; 2022-2023)
- María Elsa Núñez (panelista; 2013-2018)[7]
- Aníbal Espínola (panelista; 2019-2023)
- Solange Encina (panelista, presentadora principal;[nota 1] 2018-2019)[9]
- Amalia Cutillo (presentadora principal;[nota 2] 2019)
- Mariano López (panelista; 2023)[11]
- Bruno Pont (comentarista deportivo; 2020-2024)[12]

### Detalles
En 2012, Mario Ferreiro dejó el canal para dedicarse a su carrera política. Fue reemplazado por Carlos Troche.
El 31 de agosto de 2018 fue el último día de María Elsa Núñez en el programa debido a que no renovó su contrato, el cual vencía ese mismo día, pues deseaba cosas nuevas en su carrera.
El 20 de enero de 2019, se anunció que Yolanda Park había presentado su renuncia después de que se haya desvinculado al periodista deportivo del mismo canal y su novio Jorge «Chipi» Vera, debido a la finalización de su contrato y la no renovación de este ante la ausencia de compromisos futbolísticos en los canales ese año. Vera no fue notificado por la gerencia que ya no formaba parte de los canales SNT y Paravisión, por lo tanto, Park se reunió con los directivos para hacer saber su inconformidad por la decisión tomada. El 15 de febrero de 2019 fue el último día de Park en el programa después de estar en él desde 2002. El 24 de diciembre de 2019 se informó que Gissella Cassettai se uniría al programa en enero de 2020.
El 3 de enero de 2020 fue el último día de Carlos Troche en el programa después de que lo haya dejado para enforcarse en otro programa periodístico. Fue reemplazado por Chiche Corte. El 6 de octubre de 2020, Michelín Ortiz anunció a través de su cuenta de Twitter que ya no formaba parte del programa. El mismo ya había cesado su participación en el canal a mediados de abril. Pero recién el 6 de octubre se definió su situación. «Por la situación que estamos viviendo, ya no van a necesitar mis servicios», dijo.
El 17 de diciembre de 2021, se anunció que Gisella Cassettai dejaría el programa para priorizar su maternidad. Fue reemplazada por Paola Maltese a partir del 3 de enero de 2022.
El 13 de junio de 2023 se informó que Maltese renunció al programa para ser la presentadora de la cuarta temporada de MasterChef Paraguay. Fue reemplazada por Luchi García. El 1 de agosto de 2023 fue el último día de Aníbal Espínola, quien dejó el programa para abrir paso a otro proyecto televisivo. Fue reemplazado por Mariano López.